# 헤드헌터 (1993년 영화)
《헤드헌터》(이탈리아어: Trauma)는 1993년 공개된 이탈리아의 영어 공포 영화이다. 다리오 아르젠토가 감독하였으며, 1985년에 배우로 데뷔한 딸 아시아 아르젠토가 처음 출연한 그의 연출작이다.

## 줄거리
미니애폴리스에서 비 내리는 밤마다 간호사와 의사들이 목이 잘려 죽는 연쇄 살인이 발생한다. 한편 심각한 식사 장애에 시달려 지역 정신 병원에 입원 중이던 루마니아계 미국인 오라는 몰래 도망하여 다리에서 자살을 시도하다가 텔레비전 뉴스 원고 기자 데이비드를 만난다. 곧 오라는 경찰에게 붙잡히고, 부모님에게 인계돼 집으로 돌아간다.
그날 심령술사인 오라의 어머니가 "헤더 헌터"로 알려져 있는 연쇄 살인범의 정체를 밝히려고 주민들을 모아 놓고 교령회를 열던 중에 오라가 집을 탈출하고, 오라를 쫓아 숲으로 들어온 오라의 부모님은 살인마에게 목이 날아간다. 오라는 데이비드와 사건의 진상을 추적하지만 번번이 범인을 놓친다. 오라는 데이비드에게 자살을 암시하는 쪽지를 남긴 채 사라진다.
시간이 흐른 후 데이비드는 오라의 팔찌를 차고 있는 인물을 발견하고 뒤를 쫓아간다. 알고 보니 오라의 어머니가 범인이었고 본인의 죽음을 가장한 상태에서 오라를 납치한 것으로 드러난다. 피살자들은 예전에 오라의 오빠가 될 뻔했던 아기를 받다가 폭풍우로 정전이 됐을 때 실수로 태어난 영아의 목을 잘라 버렸고 이후 그 기억을 잊게 하려고 오라 어머니의 동의 없이 전기 충격 시술을 감행했으며, 이에 오라의 어머니는 복수를 감행한 것이다. 남편인 오라의 아버지까지 죽인 건 의료진의 당시 행위를 묵인했던 것을 용서할 수 없었기 때문이었다.
미쳐버린 오라의 어머니는 오라와 데이비드까지 죽여 버리려고 하지만 예전부터 오라의 어머니를 주시하고 있던 이웃의 아이가 몰래 숨어 들어와 평소 오라의 어머니가 쓰던 교살용 무기로 오라의 어머니를 죽인다. 곧 경찰이 도착하고, 충격을 받은 오라를 데이비드가 위로한다.

## 출연진
- 크리스토퍼 라이델 - 데이비드 파슨스 역
- 아시아 아르젠토 - 오라 퍼트레스쿠(아우라 페트레스쿠) 역
- 파이퍼 로리 - 에이드리아나 퍼트레스쿠 역
- 프레더릭 포러스트 - 저드 의사 역
- 로라 존슨 - 그레이스 해링턴 역
- 제임스 루소 - 트래비스 경감 역
- 브래드 도리프 - 로이드 의사 역
- 호프 알렉산더윌리스 - 린다 쿼크 역
- 샤론 바 - 힐다 보크먼 역
- 재키 김 - 앨리스 역

## 기타 제작진
- 라인 제작: 크리스 베크먼
- 배역: 루이스 디자이모, 아이라 벨그레이드
- 미술: 빌리 젯
- 의상: 리사 에번스
- 특수 분장: 톰 서비니